# Cantata Misericordium
Cantata Misericordium Op. 69 (с латинского Кантата милосердия) — кантата, произведение Бенджамина Бриттена для тенора, баритона, смешанного хора и оркестра на латинский текст Патрика Уилкинсона по мотивам евангельской притчи о добром самаритянине.
Кантата была написана по заказу Международного Красного Креста в связи со столетием этой организации и впервые исполнена в ходе торжеств по этому случаю 1 февраля 1963 года в Женеве. Первыми исполнителями стали Питер Пирс (тенор), Дитрих Фишер-Дискау (баритон), камерный хор «Le motet de Genève» и Оркестр романской Швейцарии под управлением Эрнеста Ансерме. Позднее кантата была записана этими же солистами с Лондонским симфоническим оркестром под управлением автора.
Cantata Misericordium стала первым хоровым произведением Бриттена после Военного Реквиема (к тому же она написана в расчёте на тех же солистов) и рассматривается многими специалистами как своего рода послесловие к нему, гораздо более умиротворённое по духу.